# 裴蘭香
裴蘭香（1989年6月11日—），是越南著名的女歌手，被稱為「越南夢幻流行女王」。

## 音乐作品

### 專輯
- 堕落天使／Thiên thần sa ngã (2018)

### 单曲
- 没有暴风雨的日子／Ngày chưa giông bão (2018)
- 豪光／Hào quang (2019)
- 月亮／Mặt trăng (2019)

## 影视作品
- 電視劇：欢乐合唱团／Glee Vietnam (2017)